# Brimstone (projektil)
Brimstone je projektil za napad sa zemlje ili iz zraka koji je razvila tvrtka MBDA UK za britanske Kraljevske zračne snage. Izvorno je bio namijenjen za upotrebu "ispali i zaboravi" protiv masovnih formacija neprijateljskog naoružanja, koristeći milimetarski aktivni radar za navođenje kojim bi se osigurala točnost čak i protiv pokretnih ciljeva. Iskustvo u Afganistanu dovelo je do dodavanja laserskog navođenja u dvomodnu raketu Brimstone, omogućujući "promatraču" da odabere specifične ciljeve i ciljeve najvišeg prioriteta, osobito korisne za minimiziranje kolateralne štete kada su prijateljske snage ili civili u tom području. Tandem bojna glava s oblikovanim punjenjem mnogo je učinkovitija protiv modernih tenkova od starijih sličnih oružja kao što je projektil AGM-65G Maverick. Tri Brimstonea nose se na lanseru koji zauzima jednu oružnu stanicu, što omogućuje da jedan zrakoplov nosi mnogo projektila.
Nakon dugotrajnog razvojnog programa, single-mode ili "milimetarski" Brimstone ušao je u službu RAF-ovih zrakoplova Tornado 2005., a dvomodna varijanta 2008. Potonji se intenzivno koristio u Afganistanu i Libiji. Očekivalo se da će poboljšani Brimstone 2 ući u službu u listopadu 2012., ali problemi s novom bojnom glavom iz TDW-a i raketnim motorom ROXEL odgađaju planirani datum za studeni 2015.  MBDA proučava upotrebu Brimstonea na brodovima, jurišnim helikopterima, bespilotnim letjelicama i površinskim lanserima. Međutim, neće biti integriran na Lockheed Martin F-35 Lightning II. Njemačka, Katar i Saudijska Arabija kupili su projektil. Cijena po projektilu 2015. godine navodno je bila £175,000.

## Dizajn
Projektil je izvorno trebao biti evolucija originalnog laserski vođenog projektila AGM-114 Hellfire, s laserskim tragačem zamijenjenim tragačem milimetarskih valova. Tijekom razvoja, gotovo cijeli projektil je redizajniran, što je rezultiralo oružjem koje osim vanjskog oblika nema nikakve veze s originalom. To nije povezano s zasebnim razvojem Hellfirea za jurišni helikopter Apache Longbow.
Brimstone ima tandem bojnu glavu od 6,3 kg s inicijatorom od oko 100 g. Procjenjuje se da će Brimstone biti 3 puta učinkovitiji od AGM-65G Maverick protiv modernih tenkova, te 7 puta učinkovitiji od kazetne bombe BL755. U borbi, Brimstone je pokazao točnost i pouzdanost "i jedno i drugo znatno iznad 90 posto" prema Ministarstvu obrane. Glavni maršal zrakoplovstva Sir Stephen Dalton rekao je da je 98,3% do 98,7% Brimstonea ispaljenih u Libiji "učinilo točno ono što su očekivali".

### Ciljanje i senzori
Brimstone je projektil tipa "ispali i zaboravi". Podatke u cilju u učitava časnik za sustav naoružanja prije lansiranja. Može se programirati kako bi se prilagodio određenim zahtjevima misije. Ova sposobnost uključuje sposobnost pronalaženja ciljeva unutar određenog područja (kao što su oni u blizini prijateljskih snaga) i samouništenja ako ne može pronaći metu unutar naznačenog područja.
Brimstone se može ispaliti u brojnim profilima napada, izravno ili neizravno protiv pojedinačnih ciljeva, stupca ciljeva ili niza ciljeva. Potonji koristi sposobnost salvo napada. Nakon lansiranja platforma može slobodno manevrirati dalje od ciljnog područja ili napadati druge mete. 

### Sustav za lansiranje
Svaki lansirni sustav nosi tri projektila na tračnicama. To omogućuje da jedan zrakoplov nosi veliki broj projektila. Na primjer, lovac Typhoon može nositi do šest lansirnih sustava, što daje najveći korisni teret od osamnaest projektila Brimstone. Projektil je nosio zrakoplov Tornado GR4 u službi RAF-a. U veljači 2014. Državni ured za reviziju upozorio je na mogući nedostatak sposobnosti prema postojećim planovima za ugradnju Brimstonea u Typhoon. Ministarstvo obrane najavilo je studiju za ubrzanje ovoga do 2018. i razmatranje zajedničkog lansera koji bi također mogao lansirati SPEAR Cap 3. MBDA je ispalio testne projektile iz bespilotne letjelice MQ-9 Reaper a proučava upotrebu Brimstonea na jurišnim helikopterima i iz površinskih bacača.
Namjera je bila da Brimstone bude integriran u flotu RAF-ovih Harrier zrakoplova u okviru sposobnosti D programa JUMP s planiranim datumom puštanja u službu 2009. Harrier GR9 prvi put je poletio s 12 Brimstonea 14. veljače 2007. Krajem 2009. Brimstone je bio "pri završetku za integraciju na Harrier", ali u srpnju 2010. objavljeno je da će to biti odgođeno dok verzija projektila s neosjetljivim streljivom ne postane dostupna 2012. Brimstone nije bio službeno odobren za upotrebu na tom tipu kada su britanski Harrieri povučeni iz službe krajem 2010.

## Razvoj
Brimstone su prvobitno pokrenuli Marconi Defense Systems i Rockwell International kasnih 1980-ih kako bi se ispunio zahtjev RAF- a za protuoklopnim oružjem dugog dometa, zahtijevajući da udarni zrakoplovi napadaju oklopna vozila na distanci i budu deset puta učinkovitiji od starijih oružja. Ovaj zahtjev je izdan 1982. godine kao zamjena za kazetnu bombu BL755. Program je prvotno otkazan 1990. na kraju Hladnog rata, ali je ponovno pokrenut 1992. nakon procjene učinka britanske vojske u Zaljevskom ratu. GEC-Marconi (dio MBDA) izvorno je dobio ugovor 7. studenog 1996.
Prvo ispaljivanje projektila Brimstone s zemlje dogodilo se u kolovozu 1999., nakon čega je uslijedilo prvo ispaljivanje iz zraka iz Tornada GR4 u rujnu 2000. Proizvedeno je više od 2.000 projektila.

### Dual-Mode Brimstone
Izvorni Brimstone nije se mogao koristiti u Afganistanu jer su pravila borbe zahtijevala "man-in-the-loop".  Prema hitnom operativnom zahtjevu 2008. godine, napravljene su izmjene na tražilici i softveru više od 300 postojećih projektila kako bi se stvorio Dual-Mode Brimstone. Nove rakete mogu biti laserski navođene prema standardu STANAG 3733 kao i zadržati milimetarsko valovito tražilo, pilot može odabrati bilo koji način iz kokpita ili koristiti oba istovremeno. Lasersko navođenje omogućuje otkrivanje specifičnih neprijateljskih ciljeva u pretrpanim okruženjima, milimetarski radar osigurava točnost protiv pokretnih ciljeva.

### Brimstone 2 (SPEAR 2)
U ožujku 2010. Brimstone je odabran kao osnova za zahtjeve RAF-a prema Selektivnim preciznim efektima na dometu (SPEAR) programa. Ugovor o demonstraciji i proizvodnji "značajno" je povećao performanse projektila i preinačio bojevu glavu i raketni motor za korištenje neosjetljivog streljiva. Brimstone 2 ima poboljšani tragač, modularniji dizajn i poboljšanja konstrukcije i softvera za "ukupno povećanje performansi s poboljšanjima dometa i otiska djelovanja", uključujući "više od 200% povećanja" maksimalnog dometa. Testna kampanja s pet izdanja u listopadu 2013. kulminirala je uspješnim napadom na kamionet koji je vozio 110 km/h u prometnom okruženju. Planirano je da Brimstone 2 uđe u službu na Tornadu u studenom 2015., i dodatno je ažuriran raketnim motorom i bojevom glavom koji nisu osjetljivi na streljivo u srpnju 2016. Uspješno je integriran u Tornado GR4 i isproban je na Eurofighter Typhoon i AH-64E Apache.
U veljači 2016., integracijska ispitivanja s Tornadom GR4s testirala su 11 projektila ispaljenih na razne strukture, vrlo malo vozilo koje se brzo kreće i mete na rubu opsega performansi oružanog sustava." Sve u svemu, 10, ili 91%, od 11 projektila bilo je uspješno, jedini projektil koji je promašio svoj cilj bio je uključen u hitac vrlo malog dometa u kojem poluaktivno lasersko navođenje projektila i tražilice s milimetarskim valovima nisu imali dovoljno vremena za učinkovito pronalaženje cilja.

### Mornarička verzija Brimstone Sea SPEAR
MBDA je testirala pomorsku varijantu za upotrebu protiv rojeva malih brodica pod nazivom Sea SPEAR. 25. lipnja 2012. Tornado GR4 lansirao je prototip koji je potopio čamac na napuhavanje od 6 metara koji je plovio u stanju mora 3. MBDA je 29. svibnja 2013. izveo salvo ispaljivanje operativnih projektila Brimstone, lansiranih s fiksne platforme na moru, protiv simulirane napadačke formacije od pet ciljeva koji predstavljaju FIAC (Fast Shore Attack Craft). Uspješno probno gađanje pokazalo je sposobnost Sea SPEAR-a da pogodi brojne pojedinačne mete. Tijekom testa jedna od meta, 15-metarska brodica, kretala se brzinom od 20 čvorova.

### Brimstone 3
U ožujku 2019. MBDA je uspješno testirao najnoviju verziju Brimstone 3 u Švedskoj, koja sada uključuje lansiranje od površine do površine, plus novi hardver koji omogućuje buduća poboljšanja.

### SPEAR 3
Godine 2010. MBDA je dobila ugovor za fazu procjene projektila s mrežnim pristupom, nazvanog SPEAR 3, koji ponovno koristi tehnologiju izvedenu iz Brimstonea. SPEAR 3 leti velikom podzvučnom brzinom i može doseći najmanje 100 km. Sadrži turbomlazni motor Hamilton Sundstrand TJ-150, komplet krila, višemodalni pretraživač, INS/GPS navođenje i podatkovnu vezu. Projektil je dizajniran za opremanje višenamjenskih borbenih zrakoplova Eurofighter Typhoon i Lockheed Martin F-35 Lightning II, a očekuje se da će ući u službu Kraljevskog ratnog zrakoplovstva sredinom 2020-ih. Probni letovi izvedeni su 2014. s Eurofightera Typhoona. Predložena je i verzija za elektroničko ratovanje sa sposobnošću roja, nazvana SPEAR EW.

## Operateri
- Karta s operaterima Brimstone u plavoj boji. Budući operateri su u plavozelenoj boji.